# 土浦宿

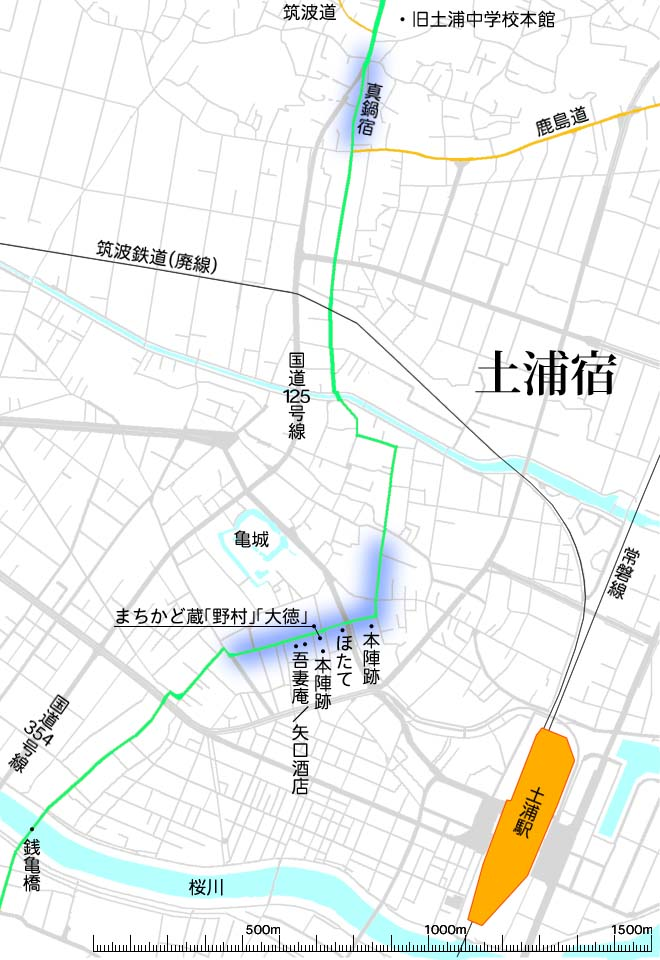
土浦宿の現代地図に旧水戸街道の道筋を重ねた地図。

土浦宿（つちうらしゅく）は、水戸街道千住宿から11番目の宿場町。現在の茨城県土浦市大手町・中央1・中央2・城北町付近にあたる。

## 概要
土浦は土浦藩の城下町で、城は土浦城（亀城）。水戸街道は、土浦城の東側を、複雑な枡形を繰り返しつつ迂回している。土浦宿は、土浦城の東側・南東側の一角で、南西から北東に700メートル程度の範囲で広がっている。本陣は2ヶ所（山口家・大塚家）あったとされるが、いずれも残されていない。
土浦は、城下町であったほか、霞ヶ浦水運の拠点地でもあり、物資集積地としても栄えた。
旧街道筋には古建築が残っている。また、短い区間ではあるが、景観が保存されている。

## 真鍋宿
土浦宿の北方1キロ程度の場所に「真鍋宿」があった。現在の茨城県土浦市真鍋3付近。土浦宿とは極めて近く、間の宿とも土浦宿の一部とも言える。坂下には鹿島街道との追分、坂上には筑波街道との追分があったことから、その2つの追分に挟まれた坂道を中心として栄えた。
真鍋宿を中心とする真鍋町は、明治以後も土浦とは別の町として続いたが、1940年（昭和15年）に土浦町と合併、土浦市が発足した。

## 周辺

### 土浦宿
- 常福寺・愛宕神社 - 土浦宿の南側に位置する寺社。愛宕神社は、2007年現在も茅葺屋根の本殿を持つ。
- 吾妻庵 - 創業1873年の蕎麦屋。母屋は築200年、商店部分も築100年という。
- 矢口酒店 - 1800年代中期建築の土蔵建築。茨城県指定文化財。
- まちかど蔵・大徳 - 江戸時代末期の土蔵建築。元は呉服店。土浦市が譲り受けて観光案内所となっている。裏手に本陣のひとつがあったとされる。
- まちかど蔵・野村 - 1800年代末期の出桁作り・土蔵建築。元は砂糖問屋。観光案内所として使われている。
- ほたて - 大規模な角地出桁作りの商店。てんぷら屋として現役。
- 土浦商工会館 - もうひとつの本陣の跡地。
- 醤油・国分商店が土浦で生産を江戸中期に始め、江戸に送られて消費され、過去には江戸で醤油のことを「むらさき」（筑波山）、「おひたち」（常陸）と呼ばれた。

### 真鍋宿
- 旧土浦中学校本館 - 真鍋宿坂上にあり、国の重要文化財。

## 隣の宿
中村宿 - 土浦宿 - 中貫宿
- 中村宿 - 土浦宿は一里（約4キロ）。
- 土浦宿 - 中貫宿は一里六町（約4.7キロ）。

真鍋宿と中貫宿の間の板谷には松並木と一里塚が残されている。江戸時代の街道筋には松並木が整備されたが、水戸街道で松並木が残されているのはここだけとなっている。